# North Franklin (Maine)
El Territorio no Organizado de North Franklin es un territorio no organizado (en inglés, unorganized territory, UT) del condado de Franklin, Maine, Estados Unidos. Tiene una población estimada, a mediados de 2023, de 41 habitantes.

## Geografía
Está ubicado en las coordenadas 45°17′20″N 70°37′55″O / 45.28889, -70.63194 (45.288785, -70.632056). Según la Oficina del Censo, tiene una superficie total de 1314.9 km², de los cuales 1292.4 km² corresponden a tierra firme y 22.5 km² están cubiertos de agua.

## Demografía
Según el censo de 2020, en ese momento había 41 personas residiendo en la zona. La densidad de población era de 0.03 hab./km². El 85.37% de los habitantes eran blancos y el 14.63% eran de una mezcla de razas. No había hispanos o latinos viviendo en la región.